# 農業近代化資金融通法
農業近代化資金融通法（のうぎょうきんだいかしきんゆうずうほう、昭和36年11月10日法律第202号）は、農業者等に対し農業協同組合その他の機関で農業関係の融資をその業務とするものが行う長期かつ低利の施設資金等の融通を円滑にするため、国が利子補給を行う措置等を講ずることとし、もって農業経営の近代化に資することに関する法律である。

## 構成
- 第1条（目的）
- 第2条（定義）
- 第3条（政府の行う利子補給）
- 第4条（農林中央金庫法の特例）
- 第5条（農業近代化資金に係る債務の保証等）
- 第6条（農業信用基金協会への出資に係る政府の助成）
- 第7条（納付金）
- 附則